# Australian Open 2020/Quaddoppel
Das Quaddoppel (Rollstuhl) der Australian Open 2020 war ein Rollstuhltenniswettbewerb in Melbourne und fand am 30. Januar statt.
Vorjahressieger waren Dylan Alcott und Heath Davidson, die erneut den Titel gewannen.

## Setzliste
| Nr. | Paarung                       | Erreichte Runde |
| --- | ----------------------------- | --------------- |
| 01. | Dylan Alcott Heath Davidson   | Sieg            |
| 02. | Andrew Lapthorne David Wagner | Finale          |

## Ergebnisse
Zeichenerklärung
- Q = Qualifikant
- WC = Wildcard
- LL = Lucky Loser
- ITF = qualifiziert über ITF-Ranking
- ALT = alternate (Ersatz)
- PR = Protected Ranking
- SE = Special Exempt
- r = retired (Aufgabe)
- d = Disqualifikation
- w.o. = walkover
- [ ] = Match-Tie-Break

|  | Finale |                               |   |   |  |
|  |        |                               |   |   |  |
|  | 1      | Dylan Alcott Heath Davidson   | 6 | 6 |  |
|  | 2      | Andrew Lapthorne David Wagner | 4 | 3 |  |
|  |        |                               |   |   |  |